# Прагерия
Прагери́я (фр. Praguerie) — восстание крупных феодалов Франции против централизаторской политики короля Карла VII, продолжавшееся с середины февраля по середину июля 1440 года. Мятежную сторону представляли герцоги Бурбонский, Бретанский, дофин Людовик (будущий король Людовик XI) и великие сеньоры Алансонский и Вандомский. Восстание было подавлено, а его участники помилованы. 
По мнению французских историков мятеж символизировал конец средневековой Франции.  

## Название
Название получило от Праги, столицы Чехии, незадолго до этого охваченной гуситским движением (Пражская дефенестрация 1419 года). Таким образом, участники Прагерии были приравнены их противниками к еретикам и бунтовщикам более низких сословий.

## История
Предвестником восстания стал мятеж 1437 года, поскольку феодалы были недовольны франко-бургундским перемирием, которое, по их мнению, противоречило их интересам. Этот мятеж не реализовался, поскольку был раскрыт. 
Толчком к восстанию послужил Орлеанский ордонанс Карла VII (2 ноября 1439 года), запрещавший феодалам иметь наёмное войско и учреждавший постоянную королевскую армию, устанавливающий налог (талья), чтобы противостоять англичанам. Восставшие были не согласны с тем, что только король может нанимать регулярную армию. Жан де Дюнуа и Жорж де Ла Тремуй присоединились к мятежникам по личным причинам. Восстание оказало сильное влияние на правление короля Карла VII, которому недавно удалось упрочить свою власть. 
Возглавляли Прагерию герцоги Бурбонский и Алансонский. Мятежники, действовавшие в Пуату, Оверни, Бурбонне, хотели отстранить Карла VII от власти, номинально сделать правителем 16-летнего дофина Людовика и править от его имени. Прагерия была подавлена королём с помощью городов. 
Король жёстко отреагировал на восставших дворян. За приверженность мятежным феодалам многие с оружием в руках были обезглавлены или утоплены, Александра де Бурбона зашили в мешок и утопили. К основным участникам мятежа король проявил снисходительность, не лишил полагающихся им выплат, не избрал сурового наказания для своего восставшего сына, дофина Людовика. 
Однако снисходительность короля не усмирила бунтовщиков: в 1441 году герцоги Бурбона и Алансона вместе с Карлом Орлеанским и герцогом Бургундским снова начали строить заговоры. В 1440-1445 годах они обвиняли короля в беспечной распутной жизни. Очередная попытка Прагерии была предпринята в 1442 году. На этот раз король созвал на собрание возмущённых, чтобы пресечь их восстание, и предложил частичное удовлетворение их требований. Феодалы соглашаются на выдвинутые условия и отказываются от мятежа. С этого момента появляются миньоны короля, молодые советники, занявшие места в королевском совете (нормандский сеньор Андрэ де Вилькье,  Гийом Гуфье из Пуативье, сеньор Ойронский). 